# Gallyas
Gallyas (1899-ig Haluzicz, szlovákul Haluzice) község Szlovákiában, a Trencséni kerületben, a Vágújhelyi járásban.

## Fekvése
Vágújhelytől 8 km-re északra, a Bosáci-völgyben fekszik.

## Története
A község területén a korai bronzkorban a lausitzi kultúra erődített települése állt.
Román stílusú templomát valószínűleg a 13. században építette a gróf Cseszneky család. A kőfallal megerősített, erődítményként is szolgáló templomot III. András seregei Csák Mátétól 1299-ben elkobozták. Plébániáját az 1332-ben kelt pápai tizedjegyzék már említi. A községet magát 1398-ban „Halusych” alakban említik először. A beckói váruradalom része volt. 1477-ben „Halhozycz”, 1598-ban „Haluzicz” néven szerepel az írott forrásokban. 1598-ban 30 ház állt a településen. 1720-ban szőlőskertje és 17 adózója volt. 1784-ben 35 házában 37 családban 189 lakos élt.
A 18. század végén Vályi András így ír róla: „HALUCZICZ. Tót falu Trentsén Várm. földes Ura G. Révay Uraság, lakosai katolikusok, fekszik Vágújhelytől nem meszsze, Bosaczának filiája, határja soványas, fája, réttye, legelője elég, fenyő madarak is sok számmal vagynak néha vidékjén.”
1828-ban 39 háza és 277 lakosa volt, akik mezőgazdasággal, fakereskedéssel, faárukészítéssel foglalkoztak. A 19. században szeszfőzde működött a községben.
Fényes Elek 1851-ben kiadott geográfiai szótárában így ír a faluról: „Haluzics, tót falu, Trencsén vmegyében, a beczkói uradalomban: 131 kath., 85 evang., 10 zsidó lak., savanyúviz-forrással. Ut. p. Trencsén.”
A trianoni békéig Trencsén vármegye Trencséni járásához tartozott.
1962-ban Bosáchoz csatolták, de később újra önálló község lett.

## Népessége
| Év:            | 1994. | 2004.    | 2014.    | 2024.    |
| -------------- | ----- | -------- | -------- | -------- |
| Emberek száma: | 77    | 55       | 68       | 94       |
| Eltérés:       |       | -28,57 % | +23,63 % | +38,23 % |

| Év:            | 2023. | 2024.   |
| -------------- | ----- | ------- |
| Emberek száma: | 95    | 94      |
| Eltérés:       |       | -1,05 % |

1910-ben 256, túlnyomórészt szlovák anyanyelvű lakosa volt.
2001-ben 62 szlovák lakosa volt.
2011-ben 66 lakosából 65 szlovák volt.

## Nevezetességei

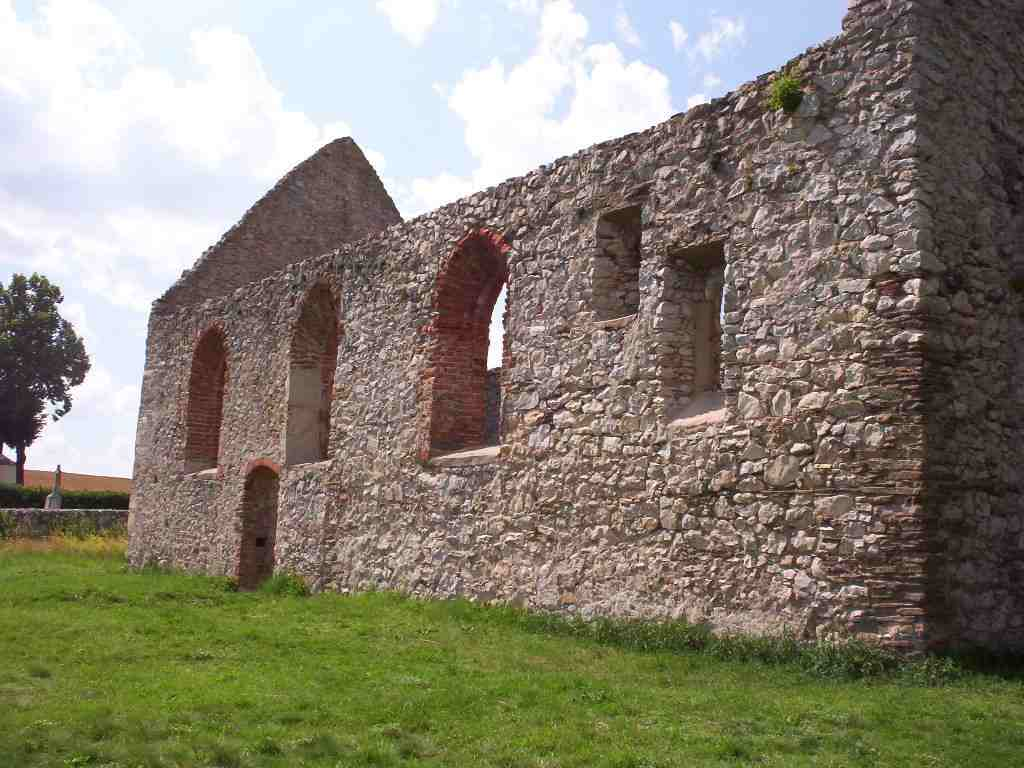
A románkori templom romjai
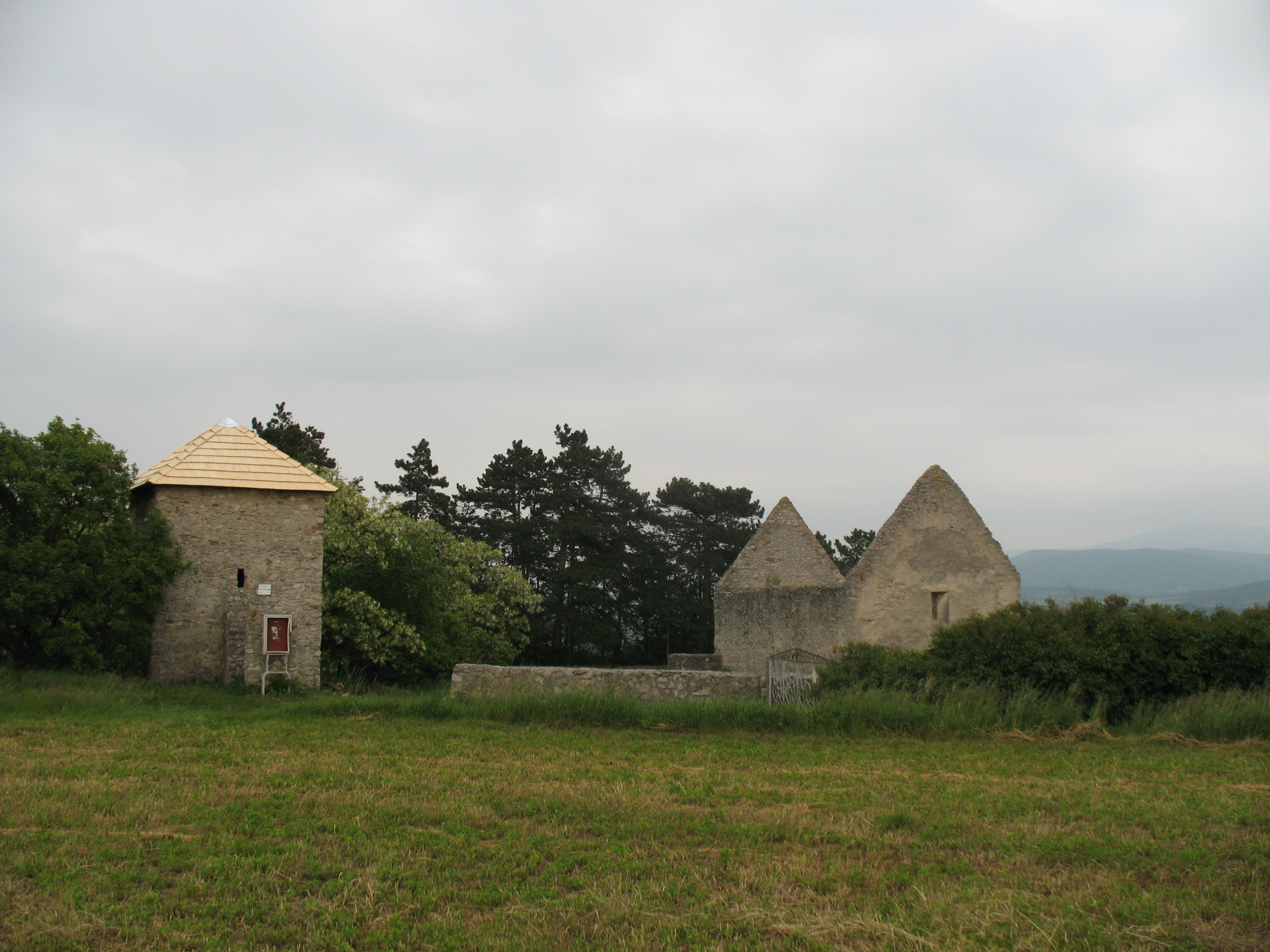
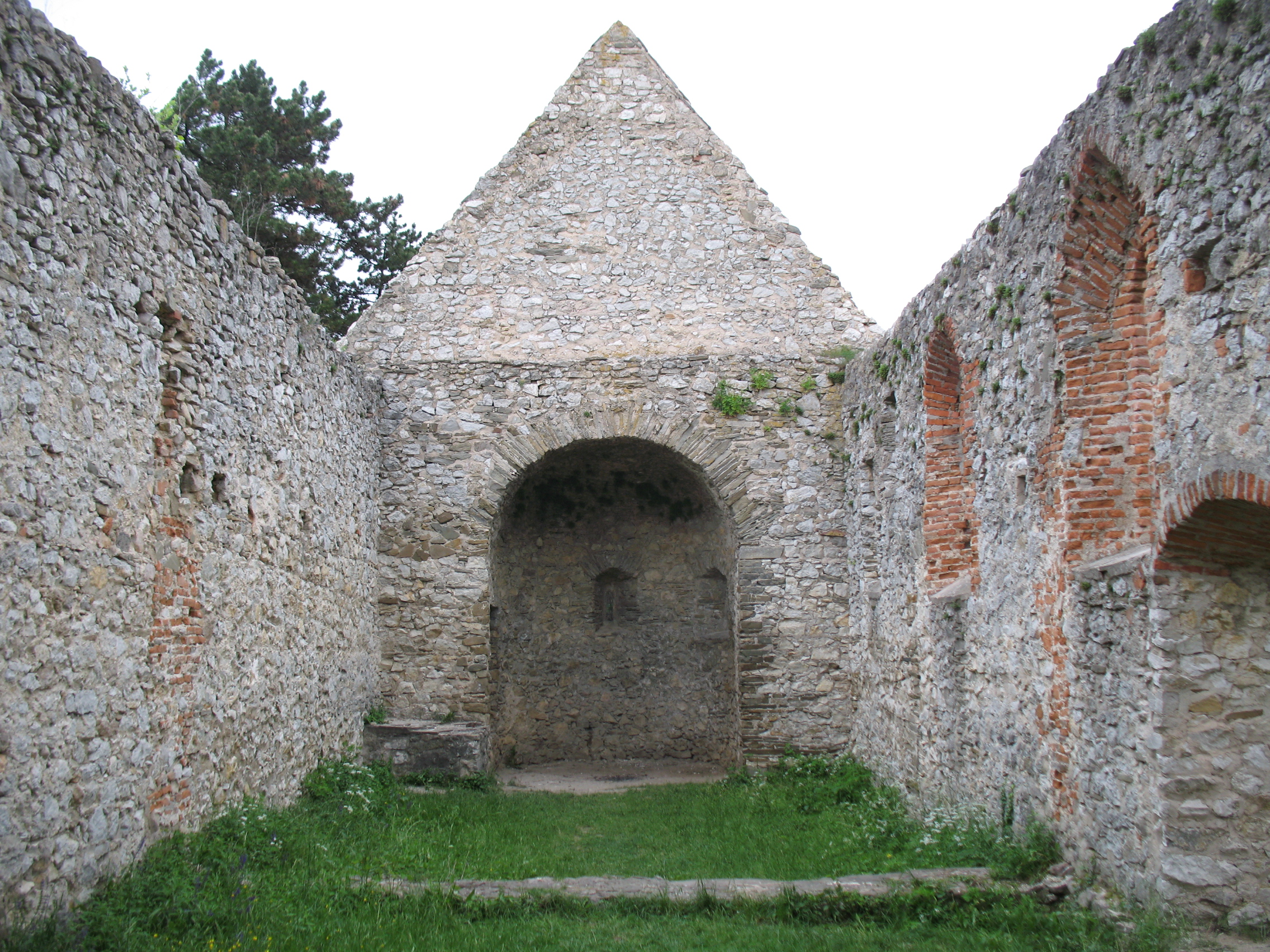
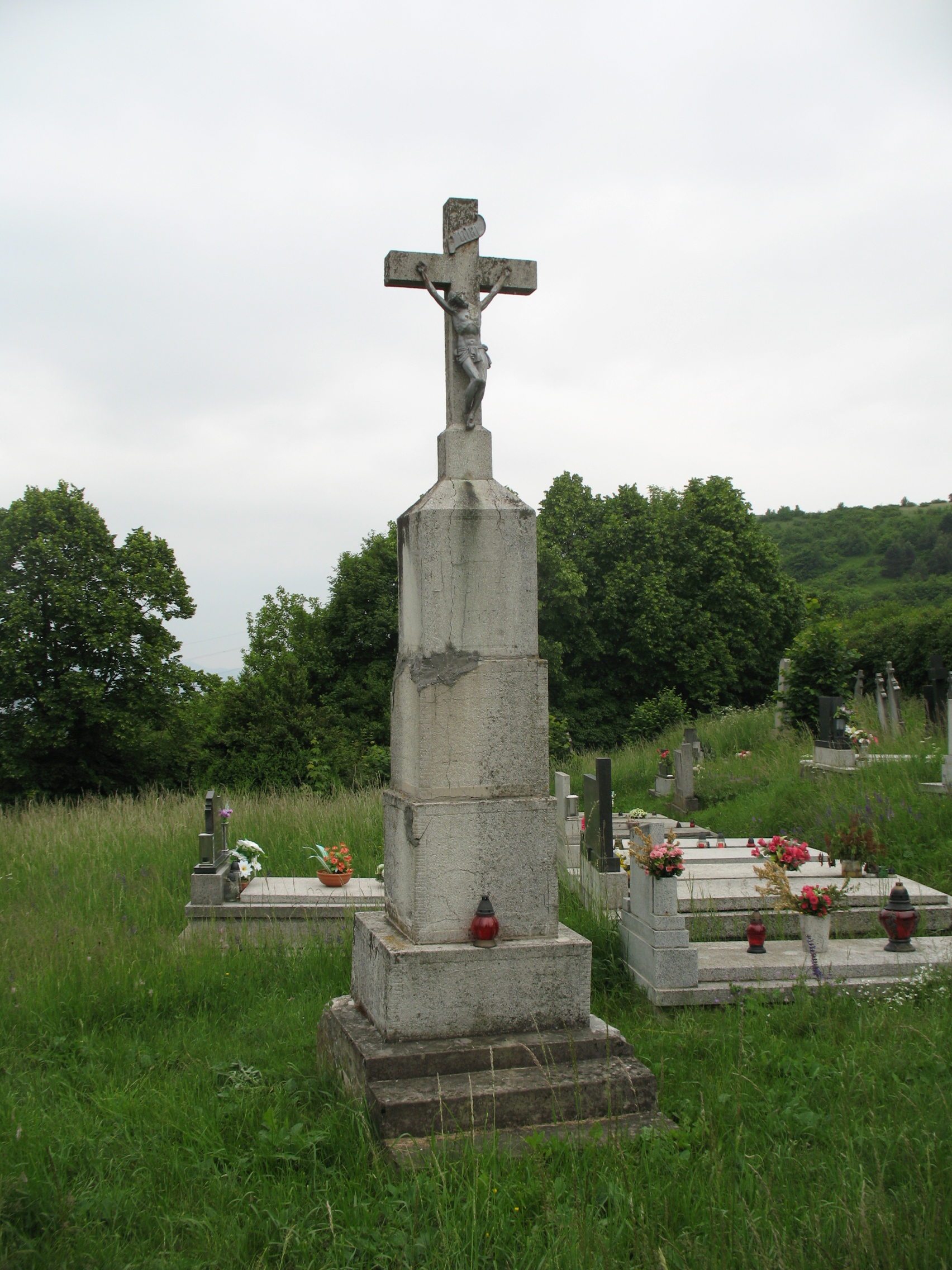
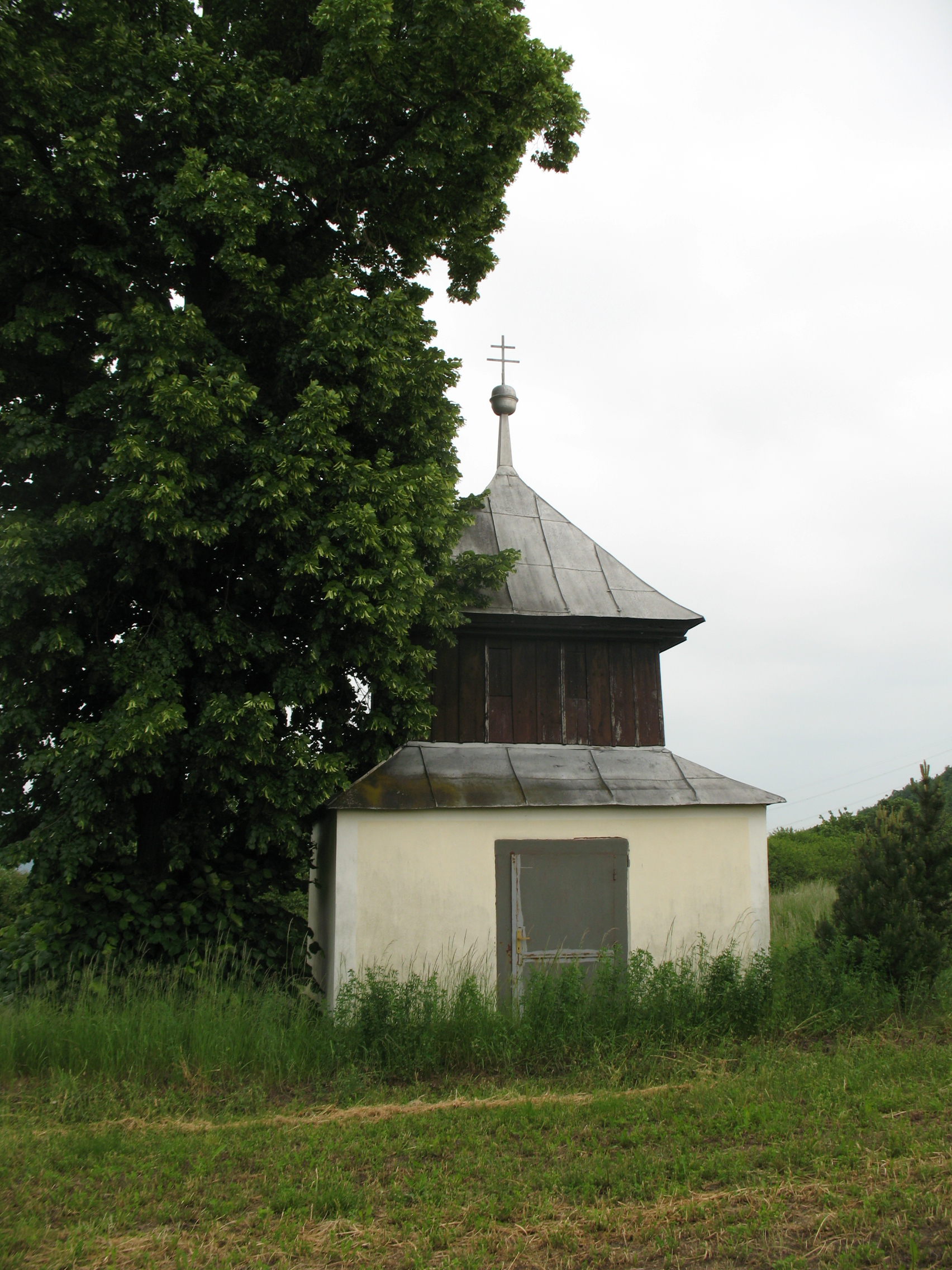
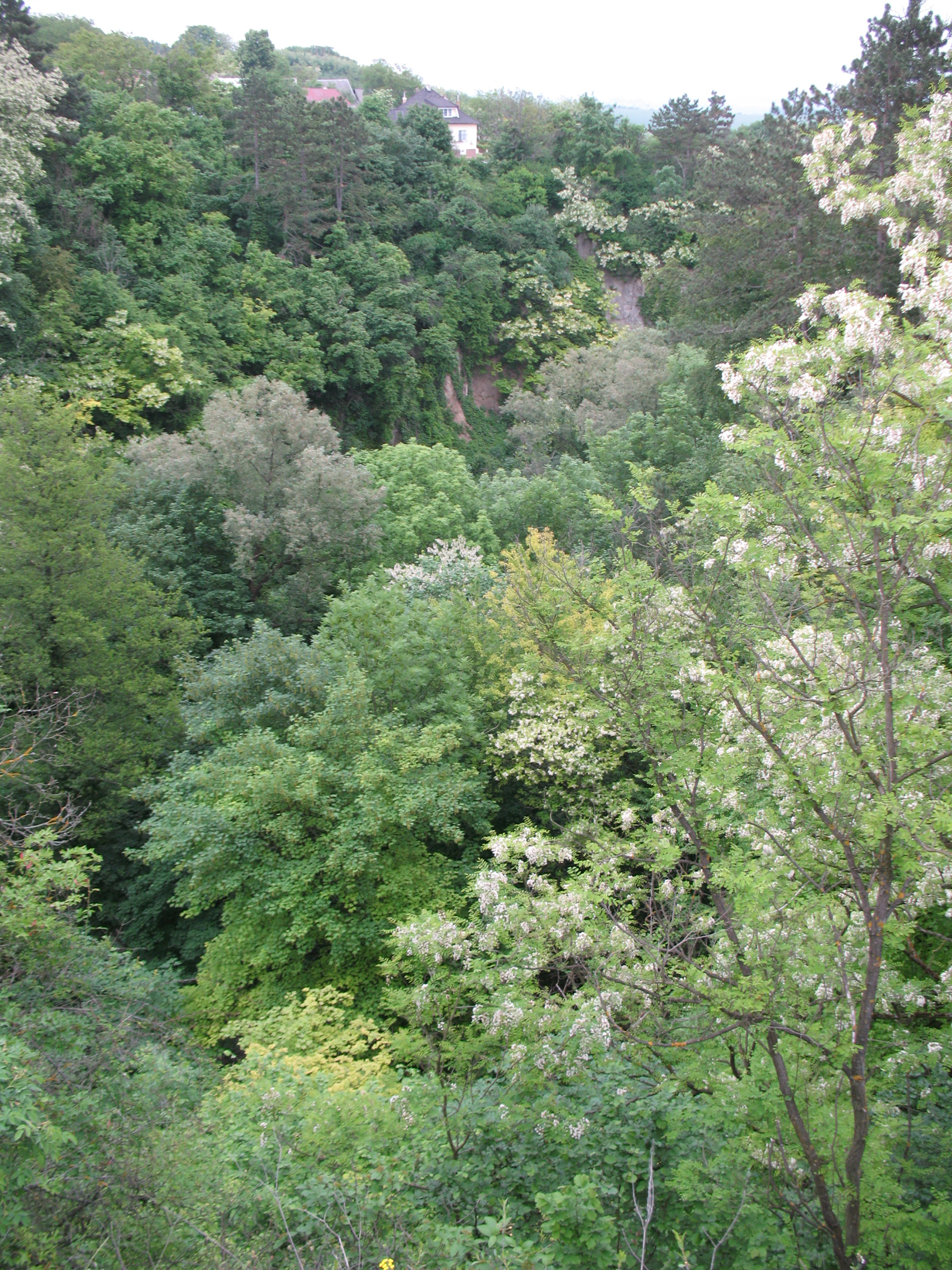

- A románkori templom romjai. A templom 1240 körül épült, a 16. században bővítették. 1810-ben pusztult el.
- Gallyasi-torok természeti érték, a Fehér-Kárpátok tájvédelmi körzet része

## Külső hivatkozások
- Községinfó
- Gallyas Szlovákia térképén
- E-obce.sk